# Mistrzostwa świata w squashu kobiet
Mistrzostwa świata w squashu kobiet (ang. WSF Women's World Team Squash Championships) – międzynarodowy turniej squashu dla żeńskich reprezentacji narodowych organizowany przez Światową Federację Squasha (WSF) (zwanej wcześniej do 1992 roku International Squash Rackets Federation (ISRF)). Pierwsze mistrzostwa wystartowały w dniach 9-15 sierpnia 1979 roku w Birminghamie, w których uczestniczyło 6 kobiecych drużyn narodowych. Rozgrywki odbywają się od 1979 regularnie co dwa lata. Najwięcej tytułów mistrzowskich zdobyła reprezentacja Australii.

## Wyniki
| Rok                                 | Organizator                      | T |  | Zwycięzca       | II miejsce    | III miejsce       | IV miejsce        |  | Uwagi      |
| Mistrzostwa świata w squashu kobiet |                                  |   |  |                 |               |                   |                   |  |            |
| 1979                                | Birmingham (Anglia)              | 1 |  | Wielka Brytania | Australia     | Irlandia          | Kanada            |  | 6 drużyn   |
| 1981                                | Toronto (Kanada)                 | 1 |  | Australia       | Anglia        | Nowa Zelandia     | Szkocja           |  | 7 drużyn   |
| 1983                                | Perth (Australia)                | 2 |  | Australia       | Anglia        | Nowa Zelandia     | Irlandia          |  | 9 drużyn   |
| 1985                                | Dublin (Irlandia)                | 1 |  | Anglia          | Nowa Zelandia | Australia         | Irlandia          |  | 14 drużyn  |
| 1987                                | Auckland (Nowa Zelandia)         | 2 |  | Anglia          | Australia     | Nowa Zelandia     | Irlandia          |  | 14 drużyn  |
| 1989                                | Warmond (Holandia)               | 3 |  | Anglia          | Australia     | Nowa Zelandia     | Niemcy BRD        |  | 8 drużyn   |
| 1990                                | Sydney (Australia)               | 4 |  | Anglia          | Australia     | Nowa Zelandia     | Niemcy            |  | 8 drużyn   |
| 1992                                | Vancouver (Kanada)               | 3 |  | Australia       | Nowa Zelandia | Anglia            | Holandia          |  | 18 drużyn  |
| 1994                                | Saint Peter Port (Guernsey)      | 4 |  | Australia       | Anglia        | Południowa Afryka | Nowa Zelandia     |  | 8 drużyn   |
| 1996                                | Petaling Jaya (Malezja)          | 5 |  | Australia       | Anglia        | Południowa Afryka | Nowa Zelandia     |  | 16 drużyn  |
| 1998                                | Stuttgart (Niemcy)               | 6 |  | Australia       | Anglia        | Nowa Zelandia     | Południowa Afryka |  | 16 drużyn  |
| 2000                                | Sheffield (Anglia)               | 5 |  | Anglia          | Australia     | Nowa Zelandia     | Egipt             |  | 22 drużyny |
| 2002                                | Odense, (Dania)                  | 7 |  | Australia       | Anglia        | Nowa Zelandia     | Egipt             |  | 19 drużyn  |
| 2004                                | Amsterdam (Holandia)             | 8 |  | Australia       | Anglia        | Nowa Zelandia     | Egipt             |  | 19 drużyn  |
| 2006                                | Edmonton (Kanada)                | 6 |  | Anglia          | Egipt         | Malezja           | Holandia          |  | 16 drużyn  |
| 2008                                | Kair (Egipt)                     | 1 |  | Egipt           | Anglia        | Malezja           | Nowa Zelandia     |  | 19 drużyn  |
| 2010                                | Palmerston North (Nowa Zelandia) | 9 |  | Australia       | Anglia        | Malezja           | Nowa Zelandia     |  | 16 drużyn  |
| 2012                                | Nîmes (Francja)                  | 2 |  | Egipt           | Anglia        | Malezja           | Australia         |  | 26 drużyn  |
| 2014                                | Niagara-on-the-Lake (Kanada)     | 7 |  | Anglia          | Malezja       | Egipt             | Hongkong          |  | 20 drużyn  |
| 2016                                | Paryż (Francja)                  | 3 |  | Egipt           | Anglia        | Francja Hongkong  |                   |  | 17 drużyn  |
| 2018                                | Dalian (Chiny)                   | 4 |  | Egipt           | Anglia        | Francja Hongkong  |                   |  | 16 drużyn  |
| 2020                                | Kuala Lumpur (Malezja)           |   |  |                 |               |                   |                   |  | 24 drużyn  |

## Klasyfikacja medalowa
W dotychczasowej historii Mistrzostw świata na podium oficjalnie stawało w sumie 10 drużyn. Liderem klasyfikacji jest Australia, która zdobyła złote medale mistrzostw 9 razy.
Stan na grudzień 2018.
| Lp. | Reprezentacja     | Miejsca na podium | Miejsca na podium | Miejsca na podium | Zwycięskie sezony                        |   |   |                                                      |
| --- | ----------------- | ----------------- | ----------------- | ----------------- | ---------------------------------------- | - | - | ---------------------------------------------------- |
| Lp. | Reprezentacja     | 1.                | Australia         | 9                 | Zwycięskie sezony                        | 5 | 1 | 1981, 1983, 1992, 1994, 1996, 1998, 2002, 2004, 2010 |
| 2.  | Anglia            | 7                 | 12                | 1                 | 1985, 1987, 1989, 1990, 2000, 2006, 2014 |   |   |                                                      |
| 3.  | Egipt             | 4                 | 1                 | 1                 | 2008, 2012, 2016, 2018                   |   |   |                                                      |
| 4.  | Wielka Brytania   | 1                 | 0                 | 0                 | 1979                                     |   |   |                                                      |
| 5.  | Nowa Zelandia     | 0                 | 2                 | 9                 |                                          |   |   |                                                      |
| 6.  | Malezja           | 0                 | 1                 | 4                 |                                          |   |   |                                                      |
| 7.  | Francja           | 0                 | 0                 | 2                 |                                          |   |   |                                                      |
| 7.  | Południowa Afryka | 0                 | 0                 | 2                 |                                          |   |   |                                                      |
| 7.  | Hongkong          | 0                 | 0                 | 2                 |                                          |   |   |                                                      |
| 10. | Irlandia          | 0                 | 0                 | 1                 |                                          |   |   |                                                      |